# Sångbergets naturreservat
Sångbergets naturreservat är ett naturreservat som omfattar berget med samma namn i Leksands kommun i Dalarnas län.
Området är naturskyddat sedan 2024 och är 11 hektar stort. Reservatet består av barrskog med inslag av lövträd.